# Ратленд (Массачусетс)
Ратленд (англ. Rutland) — місто (англ. town) в США, в окрузі Вустер штату Массачусетс. Населення — 9049 осіб (2020).

## Демографія
Згідно з переписом 2010 року, у місті мешкали 7973 особи в 2791 домогосподарстві у складі 2129 родин. Було 2990 помешкань
Расовий склад населення:
| - 95,6 % — білих - 1,6 % — азіатів - 1,2 % — чорних або афроамериканців - 0,1 % — корінних американців |

До двох чи більше рас належало 1,1 %. Частка іспаномовних становила 1,8 % від усіх жителів.
За віковим діапазоном населення розподілялося таким чином: 28,5 % — особи молодші 18 років, 62,3 % — особи у віці 18—64 років, 9,2 % — особи у віці 65 років та старші. Медіана віку мешканця становила 39,0 року. На 100 осіб жіночої статі у місті припадало 97,9 чоловіків;  на 100 жінок у віці від 18 років та старших — 95,2 чоловіків також старших 18 років.
Середній дохід на одне домашнє господарство  становив 108 807 доларів США (медіана — 100 962), а середній дохід на одну сім'ю — 120 186 доларів (медіана — 107 556). Медіана доходів становила 75 250 доларів для чоловіків та 64 296 доларів для жінок. За межею бідності перебувало 2,3 % осіб, у тому числі 1,3 % дітей у віці до 18 років та 6,3 % осіб у віці 65 років та старших.
Цивільне працевлаштоване населення становило 4575 осіб. Основні галузі зайнятості: освіта, охорона здоров'я та соціальна допомога — 40,3 %, роздрібна торгівля — 9,5 %, науковці, спеціалісти, менеджери — 9,5 %.